# NGC 1113
NGC 1113 – prawdopodobnie gwiazda o jasności około 15m, znajdująca się w gwiazdozbiorze Barana. Skatalogował ją Albert Marth 2 grudnia 1863 roku jako obiekt typu „mgławicowego”. Identyfikacja obiektu NGC 1113 jest niepewna.